# The Tangent

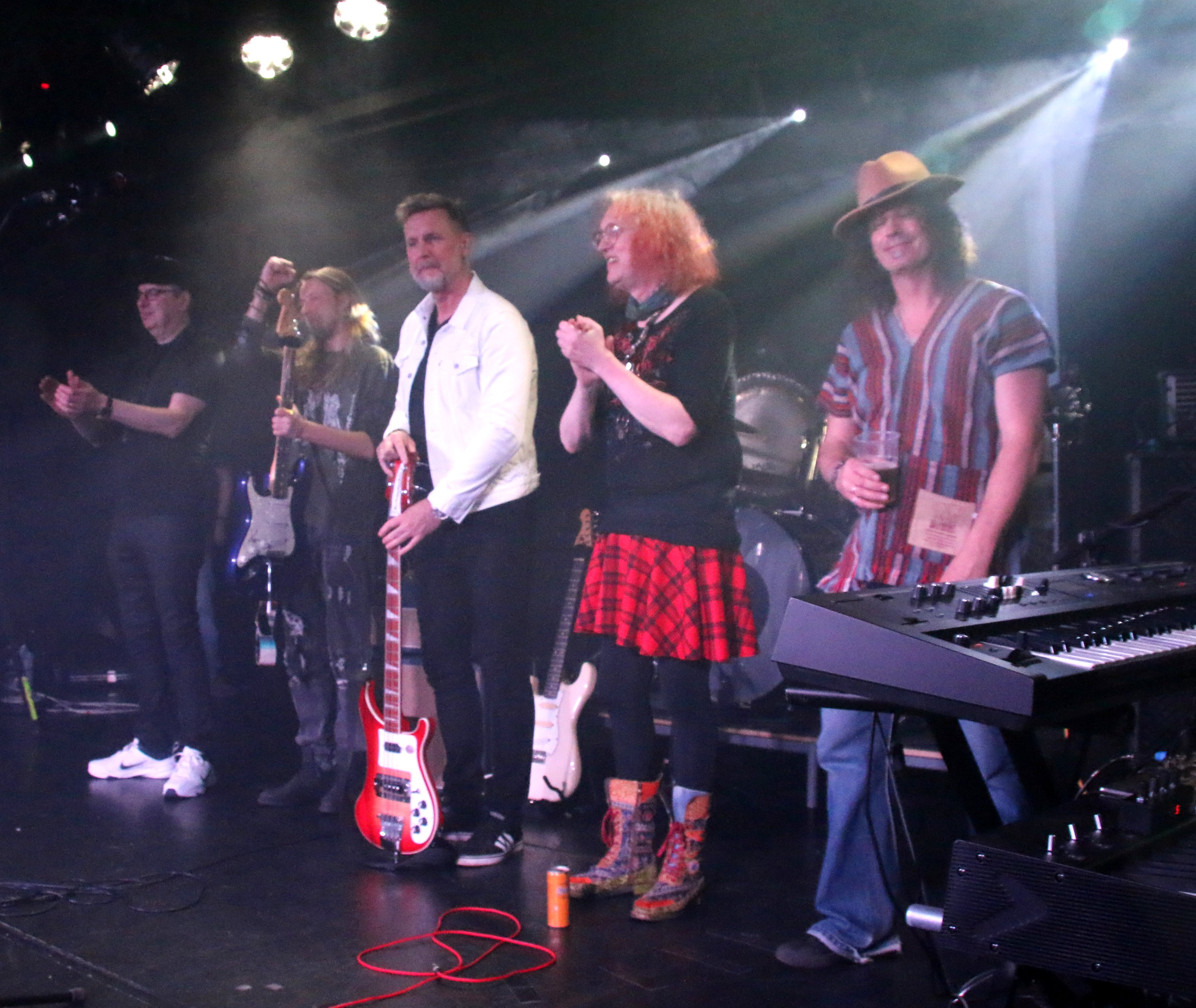
Le groupe en 2023

The Tangent est à l'origine un projet impulsé par Andy Tillison et Sam Baine, tous deux claviéristes et chanteurs du groupe britannique Parallel or 90 Degrees (PO90). Ce projet, d'abord uniquement studio, se concrétise en 2003 sous la forme d'un premier album, The Music That Died Alone, Andy Tillison, pour l'occasion, s'assure la collaboration de Roine Stolt (guitares et chant) accompagné de Jonas Reingold (basse) et Zoltan Csorz (batterie), tous membre du groupe de rock progressif suédois The Flower Kings, ainsi que de David Jackson (saxes et flûtes) issu du groupe: Van der Graaf Generator et de Guy Manning (guitares, mandoline et chant), collaborateur de longue date de PO90. Ce premier album est un événement dans le microcosme du rock progressif. Devant ce succès, le groupe sort, dans la foulée, un second album, The World We Drive Through, en 2004, dans lequel Theo Travis (sax et flûtes) du groupe Gong remplace Jackson. Le succès est à nouveau au rendez-vous, au point qu'Andy Tyllison décide de faire de la scène. Après la première tournée, Roine Stolt et Zoltan Csorsz décident de quitter l'aventure; ils sont remplacés par Krister Jonsson (guitares) et l'ancien batteur des Flower Kings, Jaime Salazar. Une tournée des clubs et des festivals de rock progressif est organisée en 2006, à l'occasion de la parution du troisième album, A Place In The Queue. Un DVD/double CD live, Going Off On One, témoigne de cette aventure. Depuis, Sam Baine a quitté le groupe qui travaille à son quatrième album studio avec le renfort de l'ex-frontman du 21st Century Schizoid Band, Jakko M. Jakszyk.

## Composition
Membres actuels :
- Andy Tillison (claviers, guitares, chant)
- Luke Machin (guitare, chant)
- Tony "Funkytoe" Latham (Batterie)
- Daniel Mash ( Bass)

Anciens membres:
- Roine Stolt - guitares, chant (jusqu'en 2005)
- Sam Baine - claviers, chant (jusqu'en 2006)
- Zoltan Csorsz - batterie (jusqu'en 2005)
- David Jackson - saxophones & flûtes (jusqu'en 2004)

## Discographie
Albums studio:
- The Music That Died Alone (2003)
- The World That We Drive Through (2004)
- A Place In The Queue (double CD) (2006)
- Not as good as the book (double CD) (2008)
- Down and Out in PARIS and LONDON (2009)
- COMM (2011)
- Le sacre du travail (2013)
- A Spark in the Aether (2015)
- The Slow Rust of Forgotten Machinery (2017)
- Proxy (2018)
- Auto Reconnaissance (2020)
- Songs From the Hard Shoulder (2022)
- To Follow Polaris (2024)

Albums live:
- Pyramids and Stars (2005)
- Going Off On One (2007)
- Going Off On Two (2011)
- Hotel Cantaffordit (with Karmakanic as Tangekanic) (2018)
- London or Paris, Berlin or Southend On Sea (2020)
- Pyramids, Stars & Other Stories: The Tangent Live Recordings 2004-2017 (2023)

Singles & EPs:
- A Place On The Shelf (2009)
- L'Etagère du Travail (2013)